# Madrid CFF
Madrid Club de Fútbol Femenino ist ein spanischer Frauenfußballverein aus Madrid. Die erste Mannschaft spielt in der Primera División, der höchsten Spielklasse im spanischen Frauenfußball.

## Geschichte
Madrid CFF wurde im Jahr 2010 vom spanischen Augenoptik-Unternehmer und Eigentümer der Handelskette Ulloa Optico, Alfredo Ulloa gegründet. Als Vereinsmitglied von Real Madrid nahm er sich zum Ziel, die Lücke die das Fehlen der Königlichen im spanischen und madrider Frauenfußball bedeutete, zu schließen. Dabei lehnte sich der neue Klub sowohl was die Trikotfarben (weiß) als auch das Vereinslogo betraf, an Real Madrid an, ohne jedoch jemals institutionell mit diesen in Verbindung zu stehen. In der Saison 2010/11 startete die erste Mannschaft von Madrid CFF in der Primera Regional de Madrid, der zweiten Spielklasse im madrider Frauenfußball. Schnell konnte das Team aufsteigen und gelangte 2013 schließlich in die Segunda División. Nach vier Saisons in der zweiten Spielklasse, glückte 2016/17 der Aufstieg in die Primera División. Madrid CFF belegte in diesem Jahr den ersten Platz in der Gruppe 5 und setzte sich anschließend in den Play-offs gegen Sporting Plaza Argel und CE Seagull durch.

## Rivalitäten
Eine Rivalität bestand in den ersten Jahren vor allem mit CD Tacón. Dies lag daran, dass beide Klubs von Vereinsmitgliedern Real Madrids gegründet wurden und in Anlehnung an die Königlichen auch in der traditionellen weißen Trikotfarbe aufliefen. Darüber hinaus wurde lange von Seiten der Medien mit der Übernahme einer der beiden Vereine durch Real Madrid spekuliert. Dies geschah schließlich im Juni 2019, als letztere die Inkorporation von CD Tacón verkündeten, das ab 1. Juli 2020 zur Frauenfußballsektion Real Madrids wurde.
Weitere Rivalitäten bestehen mit Atlético Madrid und dem FC Barcelona.

## Jugendarbeit
Madrid CFF betreibt 22 Frauenfußballmannschaften mit über 400 Spielerinnen, von der Altersklasse Chupetín (U-6) bis zum Erwachsenenbereich, und gilt als der Verein mit den meisten Juniorenspielerinnen Spaniens.

## Bekannte Spielerinnen
- Eunice Beckmann
- Jade Boho Sayo
- Rita Chikwelu
- Marie-Laure Delie
- Monica Hickmann Alves
- Sandy Maendly
- Laura del Río García
- Ingrid Moe Wold